# Informationszentrum für Fremdsprachenforschung
Das Informationszentrum für Fremdsprachenforschung (IFS) bestand von 1969 bis 2021 als fachbereichsfreie Zentraleinrichtung der Philipps-Universität Marburg. Es hatte sich auf die Erfassung und Beschreibung von Literatur und Forschungsaktivitäten aus dem Bereich Fremdsprachenforschung und -didaktik spezialisiert und ist mit dieser inhaltlichen Ausrichtung einmalig in der Bundesrepublik Deutschland. Von 1998 bis 2019 wurde es von Frank G. Königs geleitet.

## Aufgaben
Zentrale Aufgabe des IFS war die Dokumentation von Veröffentlichungen zur Fremdsprachenforschung, insbesondere zur Methodik und Didaktik des modernen Fremdsprachenunterrichts in einer  Literaturdatenbank mit etwa 78.000 Einträgen. Dokumentiert wurden alle wichtigen deutschen und eine Vielzahl internationaler Fachzeitschriften sowie Monographien, Sammelwerke, E-Journals, Lehrmaterialien, Lernsoftware und graue Materialien aus den oben genannten Bereichen.

## Publikationen
Seit 1970 gab das IFS die annotierte, vierteljährlich erscheinende Bibliographie Moderner Fremdsprachenunterricht heraus, in der jeweils  Beiträge der IFS-Datenbank mit Schlagworten angezeigt und im Allgemeinen mit Kurzreferaten beschrieben sind.
Das IFS führte das datenbankgestützte Forschungsregister Sprachlehrforschung und Sprachunterricht für den deutschsprachigen Raum, das jeweils in Heft 1 eines Jahrgangs der Bibliographie Moderner Fremdsprachenunterricht sowie auf der Institutshomepage veröffentlicht wird. Interessenten konnten eigene Projekte aus dem Bereich der Fremdsprachenforschung in das Forschungsregister aufnehmen  lassen.
Als Kooperationspartner lieferte das IFS Daten zu fremdsprachendidaktischen Veröffentlichungen an das Fachinformationssystem Bildung (FIS Bildung). FIS Bildung ist ein Verbund von ca. 30 Dokumentationseinrichtungen mit unterschiedlichen inhaltlichen Ausrichtungen aus Deutschland, Österreich und der Schweiz.
Die online recherchierbare FIS Bildung Literaturdatenbank, die in das Fachportal Pädagogik eingegliedert wurde, ist das „Kernstück“ des Verbundes. Mit rund 560.000 Literaturnachweisen zu allen pädagogischen und bildungsrelevanten Themenfeldern ist dies der umfassendste Informationsdienst zu bildungsbezogener Literatur im deutschsprachigen Raum.
Das IFS verfügte über einen Präsenzbestand an Zeitschriften-, Monographien- und Lehrbuchsammlungen.

## Standort
Das Informationszentrum für Fremdsprachenforschung befand sich im Mehrzweckgebäude der Philipps-Universität Marburg auf den Lahnbergen in der Hans-Meerwein-Straße.